# Parque Natural de Jatayu

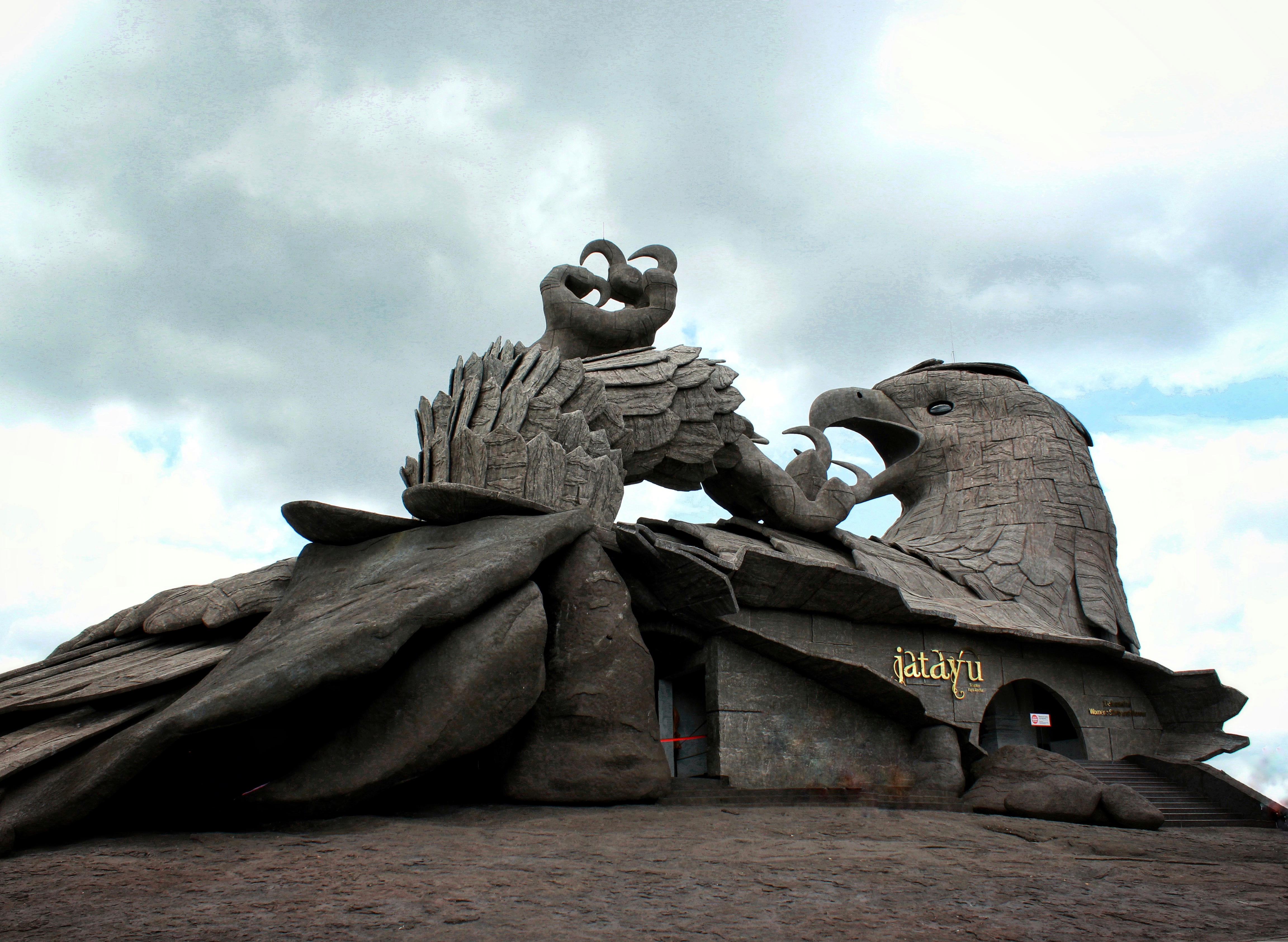

O Parque Natural de Jatayu (do inglês: Jatayu Nature Park), também conhecido como Jatayu Earth’s Center, ou Jatayu Rock, é um parque em Chadayamangalam, no distrito de Kollam, Kerala (Índia), Este parque com tema rochoso é a primeira iniciativa de turismo de parceria Público Privado no estado de Kerala sob o modelo BOT. O parque localizado à uma altitude de 350 m (1 200 pés) acima do nível médio do mar, está a cerca de 38 km da cidade de Kollam e 46 km da capital do estado, Thiruvananthapuram. 
Os desenvolvimentos da segunda fase do parque foram concluídos e abertos aos visitantes em 17 de agosto de 2018.
Este tem a maior escultura de aves do mundo: 61 metros de comprimento, 46 metros de largura, 21 metros de altura e com 1400 m2 da área útil do grande pássaro Jatayu. Com a escultura de pássaro sendo esculpida pelo próprio Rajiv Anchal, 

## O Parque

### A estátua
A estátua simboliza a proteção das mulheres e foi projetada e esculpida por Rajiv Anchal.  

### Museu Jatayu
A estátua abriga o museu em construção de Jatayu, que contará a história de Jatayu. 

### Parque de aventuras
O Adventure Park está situado na colina rochosa Adventure e foi inaugurado em 5 de dezembro de 2017. 

### Cave Resort
Dizem que Jatayu se refugiou em uma caverna após sua briga com Ravana. Um resort de caverna ayurvédica e Siddha está em construção e oferecerá cura ayurvédica combinada com histórias de Jatayu.

### Dedicação
O parque foi aberto aos visitantes em 4 de julho de 2018 e foi inaugurado com cuidado por Pinarayi Vijayan, ministro-chefe de Kerala  A primeira fase do parque valeu US$ 14 milhões e incluiu a zona de aventura com 3 km de raio.

## Etimologia

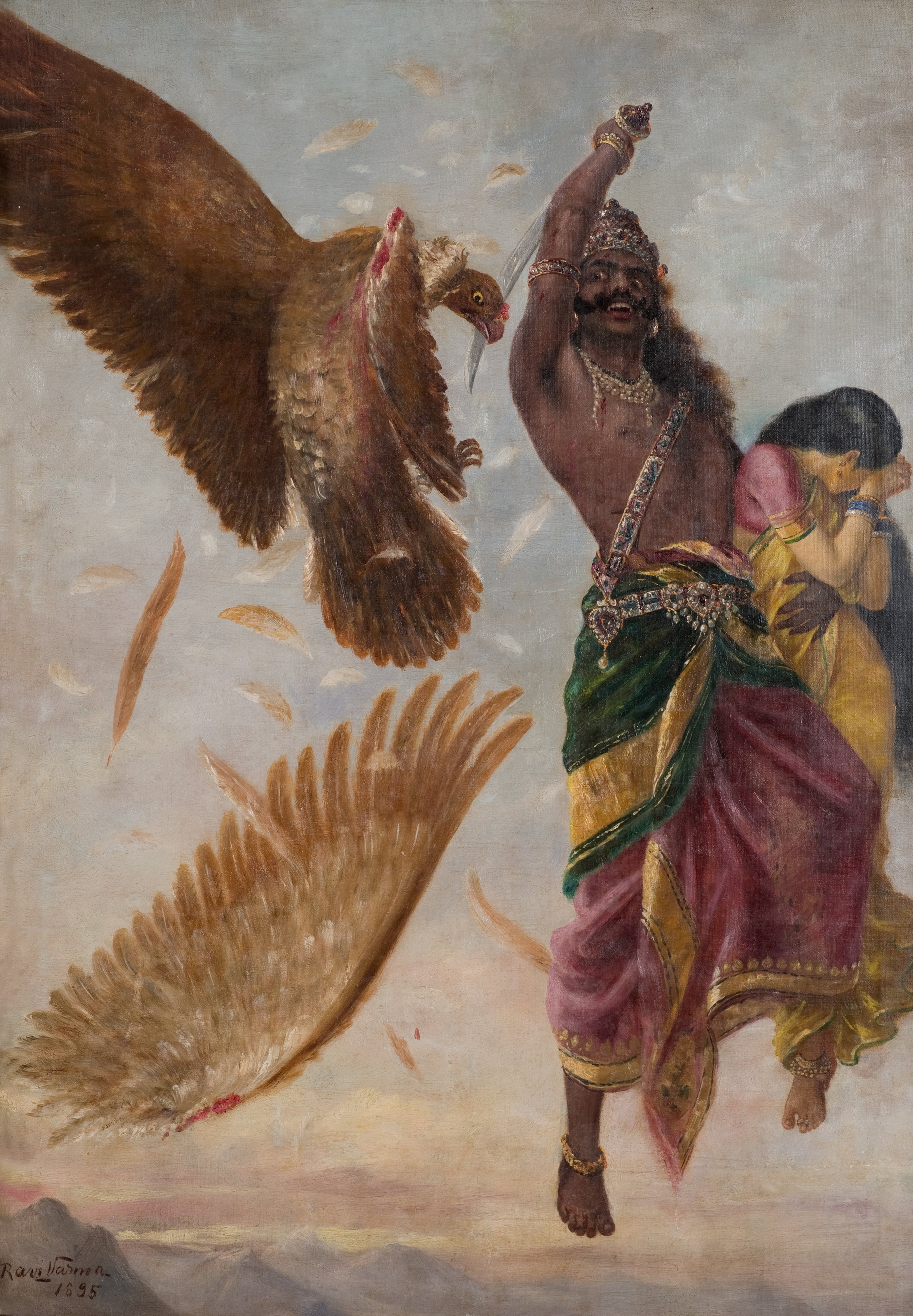
Ravana corta as asas de Jatayu, por Raja Ravi Varma

O Parque Natural de Jatayu está localizado na cidade de Chadayamangalam (Jatayumangalam). A cidade recebeu esse nome em conexão com Jatayu, o semideus em Ramayana, que tem a forma de um abutre. 
Conforme Ramayana, Ravana sequestrou Sita para o Lanka. Jatayu tentou resgatar Sita de Ravana quando Ravana estava a caminho de Lanka. Jatayu lutou bravamente com Ravana, mas como Jatayu era muito velho, Ravana logo o venceu. Rama e Lakshmana, enquanto procuravam por Sita, se depararam com Jatayu, atingido e moribundo, que os informa da briga entre ele e Ravana e diz que Ravana seguiu para o sul. Acredita-se que Jatayu tenha caído nas pedras em Chadayamangalam depois que suas asas foram cortadas por Ravana.

## Acesso e atributos
O parque está localizado no topo de uma colina, no distrito de Kollam, em Kerala. Nenhum transporte especial é necessário para entrar no parque, no entanto, os visitantes precisam usar um teleférico para chegar ao topo do parque.  

### Inscrições e placas
Uma placa do lado de fora do museu presta homenagem ao Jatayu caído, em um poema traduzido por K. Jayakumar, foi dedicado por Pinarayi Vijayan, ministro-chefe de Kerala. 

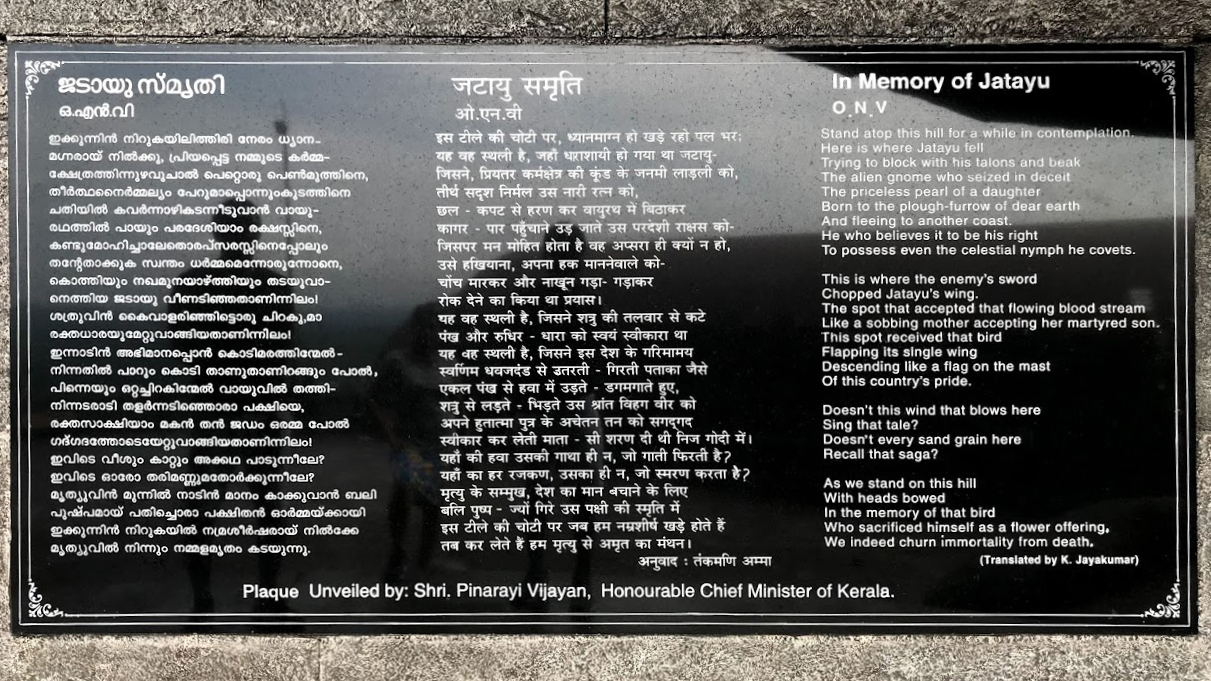
A placa no Parque Natural de Jatayu, dedicada por Shri Pinarayi Vijayan